# Vam i ne snilos'...
Vam i ne snilos'... (Вам и не снилось…) è un film del 1981 diretto da Il'ja Abramovič Frėz.

## Trama
Il film racconta degli scolari Roman e Katja che si amano. La madre di Katja la capisce, poiché è felicemente sposata. Anche il padre di Roman lo capisce. Ma sono circondati da persone estranee all'amore.